# Jarnice
Jarnice – wieś w Polsce położona w województwie mazowieckim, w powiecie węgrowskim, w gminie Liw.
Na terenie wsi utworzono dwa sołectwa: Jarnice  i Jarnice-Pieńki.
| SIMC    | Nazwa          | Rodzaj    |
| ------- | -------------- | --------- |
| 0677837 | Grzegorzewizna | część wsi |
| 0677843 | Pieńki         | część wsi |

Wieś nadał Władysław II Jagiełło w 1388 roku. Miejscowy kościół został afiliowany do prepozytury węgrowskiej w 1721 roku.
W latach 1975–1998 miejscowość administracyjnie należała do województwa siedleckiego.
Wieś Jarnice jest położona w środkowej części gminy, przy drodze wojewódzkiej nr 41 Jarnice-Pierzchały-Wyszków-Śnice, łączącej się z drogą krajową nr 673 Warszawa-Węgrów oraz w przeciwnym kierunku, z drogą 696 Węgrów-Siedlce. Odległość od Liwa wynosi około 4 km, od Węgrowa około 5 km. Mikrorejon związany z Jarnicami ogranicza się do areału wsi i sołectwa Jarnice-Pieńki w ich granicach obrębowych.
Wierni kościoła rzymskokatolickiego należą do parafii Wniebowzięcia Najświętszej Maryi Panny w Węgrowie.